# Гуц, Борис Александрович
Борис Александрович Гуц (7 ноября 1980, Омск) — российский кинорежиссёр, сценарист и кинопродюсер. Проживает в Европе.[значимость факта?]

## Биография
Девять лет работал на телевидении в Омске. В 2007 году начал заниматься кино, мультфильмами, видеоартом и анимацией. В дальнейшем также снимал интерактивную рекламу, включая проекты для «Связного» и МТС, видеоклипы для Алины Орловой, групп 25/17, EnFace и Fudger, делал проекты с Pussy Riot, участвовал в съёмках телесериала для федерального ТВ.
В 2010 году переехал в Москву для продолжения образования.
В 2012 году окончил Высшие курсы сценаристов и режиссёров (мастерская В. И. Хотиненко, П. К. Финна, В. А. Фенченко).
Автор первого в России фильма, снятого на мобильный телефон — «Фагот» (2018).
Являлся руководителем направления «Кино и видеоарт» в Школе Дизайна при НИУ ВШЭ.
В 2021 году снял первый игровой художественный фильм о белорусской революции 2020 года — «MINSK».

## Фильмография
| Год  |     | Название            | Роль                          |
| ---- | --- | ------------------- | ----------------------------- |
| 2007 | кор | Третий лишний       | режиссёр, сценарист           |
| 2014 | кор | Твой брат так умеет | режиссёр, сценарист           |
| 2016 | ф   | Арбузные корки      | режиссёр, сценарист, продюсер |
| 2018 | ф   | Фагот               | режиссёр, сценарист, продюсер |
| 2019 | ф   | Смерть нам к лицу   | режиссёр, сценарист, продюсер |
| 2022 | ф   | MINSK               | режиссёр, сценарист, продюсер |
| 2024 | ф   | Deaf Lovers         | режиссёр, сценарист, продюсер |

### Только продюсер
| Год  |     | Название       | Роль     |
| ---- | --- | -------------- | -------- |
| 2019 | кор | Водитель мечты | продюсер |
| 2019 | кор | Эфир           | продюсер |
| 2021 | кор | Стереометрия   | продюсер |

## Награды
- 2018 — диплом Гильдии киноведов и кинокритиков России по конкурсу «Игровое кино. Осенние премьеры» за фильм «Фагот».[6]
- 2019 — Гран-при кинофестиваля «Окно в Европу» за фильм «Смерть нам к лицу». Также фильм получил Приз Гильдии продюсеров России за лучшую продюсерскую работу (Игорь Мишин, Борис Гуц, Максим Муссель)[7].
- 2020 — номинация на премию «Ника» в категории «лучшая работа режиссёра монтажа» за фильм «Смерть нам к лицу».
- 2022 — приз Международной федерация кинопрессы FIPRESCI и приз экуменического жюри за фильм MINSK на Фестивале Восточно-Европейского кино в Котбусе.[8]